# Heloter
Heloter var den livegna befolkningen i Lakonien och Messenien och den lägsta befolkningsklassen i den antika grekiska stadsstaten Sparta. 
Enligt vissa forskare stammade heloterna från den ursprungliga grekiska befolkningen i landet innan doriska stammar som intog landet, enligt vissa kommer namnet av staden Helos i Eurotasdalen.
Heloterna stod under eforernas uppsikt liksom perioikerna, var tvungna att göra krigstjänst, i synnerhet inom flottan, odlade den spartanska statsjorden och måste lämna en viss betydande del av avkastningen till sina herrar. Heloterna kunde inte säljas som slavar och är att betrakta som ett slags statsslavar. De kunde friges och fick som neodamodeis vissa borgerliga men inga politiska rättigheter.
En särskild klass av helotbarn var de så kallade mothakes, som uppfostrades tillsammans med spartanernas barn och blev fria medborgare. Heloterna bevakades ängsligt av spartanerna och blev ofta utsatta för svår behandling, vilket ledde till upprepade uppror, det värsta och bäst kända i samband med en svår jordbävning 464 f. Kr. I senare hellenistisk tid blev heloternas ställning förbättrad, bland annat av kung Nabis, som på 200-talet f. Kr. med våld försökte göra dem till fria medborgare.